# Stazione di Poggiridenti-Tresivio-Piateda
Stazione di Poggiridenti-Tresivio-Piateda vasútállomás Olaszországban, Lombardia régióban, Poggiridenti településen.

## Vasútvonalak
Az állomást az alábbi vasútvonalak érintik:
- Tirano–Lecco-vasútvonal

## Kapcsolódó állomások
A vasútállomáshoz az alábbi állomások vannak a legközelebb:
- Stazione di Sondrio
- Stazione di Ponte in Valtellina